# World Games 2025/Rettungsschwimmen
Bei den World Games 2025 in Chengdu wurden vom 8. bis 9. August 16 Wettbewerbe im Rettungsschwimmen ausgetragen. Austragungsort war das Natatorium der Chengdu Sport University auf dem Sancha Lake Campus.

## Bilanz

### Medaillenspiegel
| Platz  | Land        | Gold | Silber | Bronze | Gesamt |
| ------ | ----------- | ---- | ------ | ------ | ------ |
| 1      | Italien     | 6    | 6      | 5      | 17     |
| 2      | Deutschland | 5    | 6      | 2      | 13     |
| 3      | Frankreich  | 2    | 2      | 3      | 7      |
| 4      | Neuseeland  | 2    | –      | 2      | 4      |
| 5      | Polen       | 1    | 2      | –      | 3      |
| 6      | Australien  | –    | –      | 2      | 2      |
| 6      | Spanien     | –    | –      | 2      | 2      |
| Gesamt | Gesamt      | 16   | 16     | 16     | 48     |

### Medaillengewinner
Männer
| Disziplin                         | Gold                                                                        | Silber                                                                          | Bronze                                                                       |
| --------------------------------- | --------------------------------------------------------------------------- | ------------------------------------------------------------------------------- | ---------------------------------------------------------------------------- |
| 50 m Retten                       | Fergus Eadie (NZL)                                                          | Kacper Majchrzak (POL)                                                          | Francesco Ippolito (ITA)                                                     |
| 100 m Retten mit Flossen          | Tom Durager (FRA)                                                           | Davide Cremonini (ITA)                                                          | Fergus Eadie (NZL)                                                           |
| 100 m Retten mit Flossen und Gurt | Davide Cremonini (ITA)                                                      | Mathieu Perrillon (FRA)                                                         | Fabio Pezzotti (ITA)                                                         |
| 100 m Kombinierte Rettungsübung   | Kacper Majchrzak (POL)                                                      | Simone Locchi (ITA)                                                             | Francesco Ippolito (ITA)                                                     |
| 200 m Super Lifesaver             | Francesco Ippolito (ITA)                                                    | Fabio Pezzotti (ITA)                                                            | Felix Hofmann (GER)                                                          |
| 4 × 25 m Retten einer Puppe       | ItalienFrancesco Ippolito Davide Cremonini Simone Locchi Fabio Pezzotti     | PolenKacper Majchrzak Wojciech Kotowski Adam Dubiel Mateusz Grabski             | AustralienCallum Brennan Jake Smith Harrison Hynes Riley Brennan             |
| 4 × 50 m Pool Lifesaver           | ItalienGabriele Brambillaschi Davide Cremonini Simone Locchi Fabio Pezzotti | DeutschlandSebastien Pierre Louis Jan Malkowski Danny Wieck Tim Brang           | FrankreichGoroco Koindredi Tom Durager Elouan Deffin Arnaud Cordoba          |
| 4 × 50 m Retten mit Gurt          | FrankreichGoroco Koindredi Tom Durager Kévin Lasserre Arnaud Cordoba        | ItalienFrancesco Ippolito Davide Cremonini Simone Locchi Gabriele Brambillaschi | DeutschlandSebastien Pierre Louis Jan Malkowski Danny Wieck David Laufkötter |

Frauen
| Disziplin                         | Gold                                                                | Silber                                                                          | Bronze                                                                           |
| --------------------------------- | ------------------------------------------------------------------- | ------------------------------------------------------------------------------- | -------------------------------------------------------------------------------- |
| 50 m Retten                       | Nina Holt (GER)                                                     | Lena Oppermann (GER)                                                            | Magali Rousseau (FRA)                                                            |
| 100 m Retten mit Flossen          | Lucrezia Fabretti (ITA)                                             | Lena Oppermann (GER)                                                            | Antía García (ESP)                                                               |
| 100 m Retten mit Flossen und Gurt | Zoe Crawford (NZL)                                                  | Undine Lauerwald (GER)                                                          | Madison Kidd (NZL)                                                               |
| 100 m Kombinierte Rettungsübung   | Nina Holt (GER)                                                     | Lena Oppermann (GER)                                                            | Helene Giovanelli (ITA)                                                          |
| 200 m Super Lifesaver             | Lucrezia Fabretti (ITA)                                             | Alica Gebhardt (GER)                                                            | Camille Julien (FRA)                                                             |
| 4 × 25 m Retten einer Puppe       | DeutschlandNina Holt Alica Gebhardt Lena Oppermann Undine Lauerwald | FrankreichRomane Boudes Magali Rousseau Camille Bouteloup Camille Julien        | ItalienFrancesca Pasquino Valentina Pasquino Helene Giovanelli Lucrezia Fabretti |
| 4 × 50 m Pool Lifesaver           | DeutschlandNina Holt Julia Hennig Lena Oppermann Undine Lauerwald   | ItalienFrancesca Pasquino Valentina Pasquino Helene Giovanelli Federica Volpini | AustralienPiper Asquith Rachel Eddy Mariah Jones Cyra Bender                     |
| 4 × 50 m Retten mit Gurt          | DeutschlandNina Holt Alica Gebhardt Lena Oppermann Undine Lauerwald | ItalienFrancesca Pasquino Valentina Pasquino Helene Giovanelli Federica Volpini | SpanienAntía García Núria Payola Yael Mantecón María Rodríguez                   |